# Stádlec
Stádlec è un comune mercato della Repubblica Ceca facente parte del distretto di Tábor, in Boemia Meridionale. Nelle sue vicinanze si trova il ponte di Stádlec, l'ultimo ponte a catena in stile Impero ancora esistente nel paese.